# En route pour le milliard
Pour plus de détails, voir Fiche technique et Distribution.
En route pour le milliard est un film documentaire franco-congolais réalisé par Dieudo Hamadi et sorti en 2021.

## Synopsis
Sola, Modogo, Mama Kashinde, Papa Sylvain, Bozi, Président Lemalema… font partie de l’Association des victimes de la Guerre des Six Jours de Kisangani. Depuis 20 ans, ils se battent pour la mémoire de ce conflit et demandent réparation pour les préjudices subis. Excédés par l'indifférence des institutions à leur égard, ils décident de se rendre à Kinshasa pour faire entendre leurs voix : 1734 km sur le fleuve Congo, une incroyable épopée pour réclamer justice.

## Fiche technique
- Titre : En route pour le milliard
- Réalisation :  Dieudo Hamadi
- Scénario : Dieudo Hamadi
- Photographie : Dieudo Hamadi
- Son : Sylvain Aketi
- Montage : Hélène Ballis et Catherine Catella
- Production : Les Films de l'œil sauvage (coproduction : Kiripifilms - Néon rouge Production)
- Distribution : Laterit Productions
- Pays :  République démocratique du Congo -  France
- Genre : Documentaire
- Durée : 90 minutes
- Date de sortie : France - 29 septembre 2021

## Distinctions

### Récompenses
- Biennale de Venise 2019 : aide à la post-production (au Final Cut in Venice)[1]
- Dok Liepzig : Colombe d'Or et Prix du jury inter-religieux
- FIFAM : Grand prix documentaire
- Festival du Film et Forum International sur les Droits Humains (Genève) : prix Gilda Vieira da Mello
- Grand Prix du Jury International du Festival War on Screen 2021

### Sélections
- sélection officielle Festival de Cannes 2020[2]
- TIFF 2020[3]
- FIPADOC 2021[4]